# 51.º Regimiento Antiaéreo (motorizado mixto)
El 51.º Regimiento Antiaéreo (motorizado mixto) (Flak-Regiment. 51 (gem. mot.)) fue una unidad de la Luftwaffe durante la Segunda Guerra Mundial.

## Historia
Fue formado el 15 de noviembre de 1938 en Stettin con 1. - 5. Baterías.

## Servicios
- noviembre de 1938 – agosto de 1939: en Stettin bajo el 2.º Comando de Defensa Aérea.
- septiembre de 1939: terminan los combates en Polonia.
- 1940: en Francia, I Cuerpo Antiaéreo (104.º Regimiento Antiaéreo).
- junio de 1941: Comandante de la Fuerza Aérea 18.º Ejército (164.º Regimiento Antiaéreo).
- 31 de marzo de 1942: en el norte de Rusia bajo la 2.ª División Antiaérea (164.º Regimiento Antiaéreo).
- septiembre de 1942: transferido a la 6.ª División Antiaérea.
- 22 de junio de 1943: en el norte de Rusia bajo la 6.ª División Antiaérea (164.º Regimiento Antiaéreo).
- 1 de noviembre de 1943: sin antecedentes.
- 1 de enero de 1944: bajo la 2.ª División Antiaérea (164.º Regimiento Antiaéreo).
- 1 de febrero de 1944: bajo la 2.ª División Antiaérea (164.º Regimiento Antiaéreo).
- 1 de marzo de 1944: bajo la 2.ª División Antiaérea (164.º Regimiento Antiaéreo).
- 1 de abril de 1944: bajo la 2.ª División Antiaérea (164.º Regimiento Antiaéreo).
- 1 de mayo de 1944: bajo la 2.ª División Antiaérea (164.º Regimiento Antiaéreo).
- 1 de junio de 1944: bajo la 2.ª División Antiaérea (164.º Regimiento Antiaéreo).
- 1 de julio de 1944: bajo la 2.ª División Antiaérea (164.º Regimiento Antiaéreo).
- julio de 1944: en Dünaburg.
- 1 de agosto de 1944: bajo la 6.ª División Antiaérea (41.º Regimiento Antiaéreo).
- 1 de septiembre de 1944: bajo la 6.ª División Antiaérea (41.º Regimiento Antiaéreo).
- 1 de octubre de 1944: bajo la 6.ª División Antiaérea (41.º Regimiento Antiaéreo).
- 1 de noviembre de 1944: bajo la 6.ª División Antiaérea (41.º Regimiento Antiaéreo).
- 1 de diciembre de 1944: bajo la 6.ª División Antiaérea (41.º Regimiento Antiaéreo).
- 1945: en Curlandia.